# 확률 예보
확률 예보는 크고 작은 확률을 입증하는 다른 방법에 의존하는 일기 예보의 기술이다. 이것은 크고 작은 발생한 같은 사건을 명확하게 주어진 정보로부터 예측하는 것과 달리 결정론적인 예보 기술을 사용한다. 기술로 사건을 예측하는 시도와 예보의 불확실한 정보를 확률 예보는 가지고 있다. 확률 예보는 전형적으로 유래된 몇몇의 수치 모델과 처음의 상태보다 약간 변화된 수치 모델들을 사용한다. 이 기술은 종종 앙상블 예보 또는 EPS라 불린다. 만약 모든 초기 모델을 설정 할 수 있다면 각각의 확률을 조합하여, 그것들의 사건을 확실히 예측 할 수 있는 많을 경우의 수의 따라, 주어진 사건의 실제적인 상태를 계산할 수 있다. 실제로 일기 예보가 들은 확실한 날씨의 결과들을 가져오기 위해 대개 20가지의 경우의 수를 추측하려고 노력한다. 이러한 목적을 위한 두 가지 일반적인 기술은 breeding vertors(BV), singular vectors(SV)가 있다. 이러한 기술로 전체적인 분포를 산출하는 것은 실제적인 예보분포와 똑같다고 보증 할 수 없다. 그러나 이러한 확률적인 정보는 초기의 상태를 고르는데에 중요점이 있다. 확률적인 해석이 없는 앙상블 예보 시스템들과 상이한 점은 다른 수치들의 날씨 예보 시스템들의 의해 생산된 예보들을 모으는 것을 포함한다.
캐나다는 처음으로 확률 예보를 사용한 국가이다.